# 엔벨로프 (음악)
소리와 음악에서 엔벨로프는 시간이 지남에 따라 소리가 어떻게 변하는지 설명한다. 진폭(볼륨), 주파수(필터 사용), 피치와 같은 요소와 관련될 수 있다. 예를 들어, 피아노 건반을 누르고 있으면 볼륨이 점차적으로 0으로 감소하는 거의 즉각적인 초기 사운드가 생성된다.
사용자가 사운드의 여러 단계를 제어할 수 있게 해주는 엔벨로프 제너레이터는 신디사이저, 샘플러 및 기타 전자 악기의 일반적인 기능이다. 가장 일반적인 형태의 엔벨로프 제너레이터는 어택, 디케이, 서스테인 및 릴리스(ADSR)의 4가지 매개변수로 제어된다.

## 개발

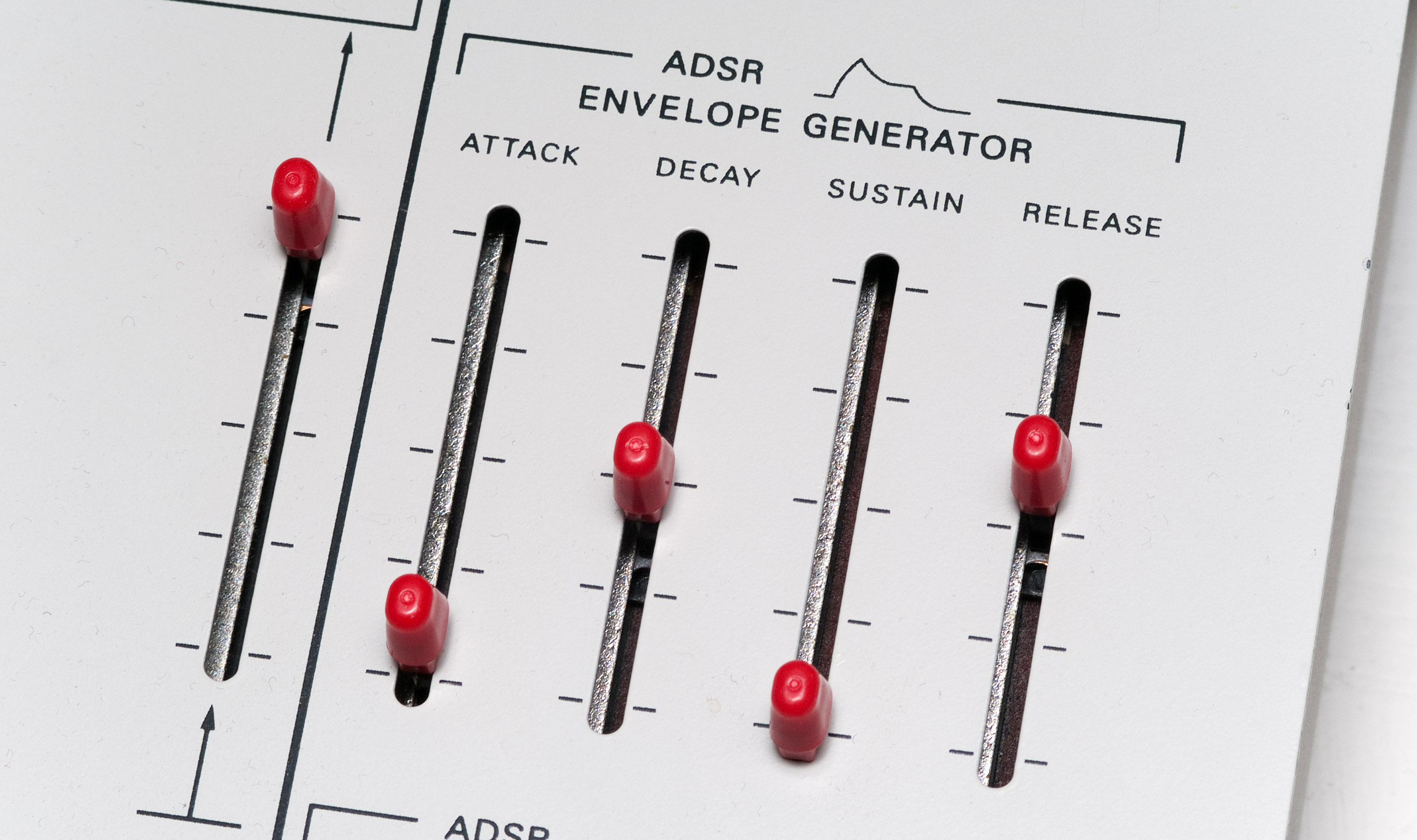
Korg ARP Odyssey 신디사이저의 ADSR 엔벨로프 컨트롤

1938년 Hammond Novachord는 ADSR 엔벨로프의 초기 구현을 사용했다. 7위치 로터리 노브는 72개의 모든 음에 대해 사전 설정된 ADS 매개변수를 선택한다. 페달은 릴리스를 제어한다.
엔벨로프 생성기는 1960년대 미국 엔지니어 모그에 의해 만들어졌다. 최초의 모그 신디사이저를 실험하는 동안 작곡가 Herbert Deutsch는 음이 단순히 켜고 꺼지지 않도록 악기를 명확하게 표현하는 방법을 찾도록 Moog에게 제안했다. Moog는 초인종 버튼을 신디사이저에 연결하고 커패시터를 사용하여 키를 쳐서 생성된 전압을 저장하고 천천히 방출했다. 그는 키를 누를 때마다 별도의 버튼을 누를 필요가 없도록 설계를 개선했으며 모든 키에 두 개의 스위치가 있다. 하나는 제어 전압 결정 피치를 생성하고 다른 하나는 엔벨로프 생성기를 트리거한다. 엔벨로프 제너레이터는 신디사이저의 표준 기능이 되었다.
1965년 엔지니어이자 작곡가인 Vladimir Ussachevsky(당시 Columbia-Princeton Electronic Music Center의 수장)와 논의한 후 모그는 f T1(어택 시간), T2(초기 디케이 시간), ESUS(서스테인 레벨), T3(최종 디케이 시간)로 엔벨로프의 기능 기준 모듈러를 만들었다. 이것들은 나중에 ARP에 의해 현대식 ADSR 형식(어택, 디캐이, 서스테인, 릴리즈)으로 단순화되었다.

## ADSR

ADSR의 개략도

가장 일반적인 종류의 엔벨로프 제너레이터에는 어택(attack), 디케이(decay), 서스테인(sustain), 릴리스(release)의 4단계(ADSR)가 있다.
- 어택(Attack)은 키를 누를 때 시작하여 nil에서 피크까지 레벨이 처음 실행되는 데 걸리는 시간이다.
- 디캐이(Decay)는 어택 레벨에서 지정된 서스테인 레벨로 이어지는 후속 실행에 걸리는 시간이다.
- 서스테인(Sustain)은 건반을 놓을 때까지 사운드 지속 시간의 주요 시퀀스 동안의 레벨이다.
- 릴리즈(Release)는 키에서 손을 뗀 후 레벨이 서스테인 레벨에서 0으로 감소하는 데 걸리는 시간이다.[4]

어택, 디케이, 릴리스는 시간을 나타내고 서스테인은 레벨을 나타낸다.

## 다른 구성
일부 전자 악기는 ADSR 엔벨로프를 반전시켜 일반 ADSR 엔벨로프의 동작을 반전시킬 수 있다. 어택 단계 동안 변조된 사운드 매개변수는 최대 진폭에서 0으로 페이드되고, 디케이 단계 동안 서스테인 매개변수에 의해 지정된 값으로 상승한다. 건반에서 손을 떼면 사운드 매개변수가 서스테인 진폭에서 최대 진폭으로 다시 올라간다.
Korg MS-20과 같은 일부 엔벨로프에는 추가 매개변수가 있다. 이것은 디케이 되기 전에 고정된 시간 동안 서스테인 레벨에서 음을 유지한다. AY-3-8910 사운드 칩에는 홀드 시간 매개변수만 포함된다. 서스테인 레벨은 프로그래밍할 수 없다.
같은 맥락에서 또 다른 일반적인 변형은 AHDSR(어택, 홀드, 디케이, 서스테인, 릴리스) 엔벨로프이다. 여기서 홀드 매개변수는 디케이 단계에 들어가기 전에 엔벨로프가 최대 볼륨으로 유지되는 시간을 제어한다. 보다 정교한 모델에서는 다중 어택, 디케이 및 릴리스 설정을 찾을 수 있다.
특정 신디사이저는 어택 전에 딜레이(delay) 매개변수도 허용한다. Prophet '08과 같은 최신 신디사이저에는 DADSR(딜레이, 어택, 디케이, 서스테인, 릴리스) 엔벨로프가 있다. 딜레이 설정은 음을 치는 것과 어택 사이의 침묵의 길이를 결정한다. Image-Line의 3xOSC(DAW FL Studio에 포함됨)와 같은 일부 소프트웨어 신디사이저에는 DAHDSR(지연, 어택, 홀드, 디케이, 서스테인, 릴리스) 엔벨로프가 있다.
많은 신디사이저의 공통 기능은 AD 엔벨로프(어택 및 디케이만)이다. 이것은 예를 들어 하나의 오실레이터의 피치를 제어하는 데 사용할 수 있다. 이 오실레이터는 차례로 오실레이터 동기화에 의해 다른 오실레이터와 동기화될 수 있다.